# Долни Криж
Долни Криж (на словенски: Dolnji Križ) е село в Словения, регион Югоизточна Словения, община Жужемберк. Според Националната статистическа служба на Република Словения през 2015 г. селото има 57 жители.